# Aris Limassol
L'Aris Limassol (en grec modern: Άρης Λεμεσού) és un club de futbol xipriota de la ciutat de Limassol.

## Història
Fundat el 1930, fou un dels fundadors de l'Associació Xipriota de Futbol. El club combinà etapes a Primera divisió amb etapes a Segona. El seu major èxit fou el 1989 quan assolí la final de la Copa que va perdre enfront l'AEL Limassol per 2-3. La temporada següent, la 1989-90, fitxà al llegendari ucraïnès Oleh Blokhín, que acabà la seva etapa futbolística al club.

## Palmarès
- Segona divisió de Xipre (3): 1954, 1956, 1994